# ピギーテイルズ
『ピギーテイルズ』（Piggy Tales）は、2014年4月1日から2019年5月30日までフィンランドで放映され、日本でも2014年4月にカートゥーン・ネットワークで放映された、3Dのアニメーション作品。現在ではDVDも発売されている。

## エピソード一覧
| シーズン | シーズン | タイトル           | 話数 | 話数 | 発売期間      | 発売期間                          |
| シーズン | シーズン | タイトル           | 話数 | 話数 | 初回発売      | 最終回発売                        |
| -------- | -------- | ------------------ | ---- | ---- | ------------- | --------------------------------- |
|          | 1        | ピギーテイルズ     | 31   | 31   | 2014年4月11日 | 2015年3月31日                     |
|          | 2        | 豚・アット・ワーク | 26   | 26   | 2015年4月17日 | 2016年3月1日 (DVD), 2017年2月17日 |
|          | 3        | サード・アクト     | 34   | 34   | 2016年6月3日  | 2017年2月3日                      |
|          | 4        | 4番・ストリート    | 30   | 30   | 2018年2月10日 | 2019年5月30日                     |